# Étienne Gaudet
Pour les articles homonymes, voir Gaudet.
 (juillet 2017).
Si vous disposez d'ouvrages ou d'articles de référence ou si vous connaissez des sites web de qualité traitant du thème abordé ici, merci de compléter l'article en donnant les références utiles à sa vérifiabilité et en les liant à la section « Notes et références ».
Étienne Gaudet, né à Château-Chinon (Nièvre) le 6 décembre 1891 et mort à Blois (Loir-et-Cher) le 14 juillet 1963, est un peintre, graveur et illustrateur français.

## Biographie
Après avoir passé le certificat d'études primaires, il devient greffier au tribunal de  Château-Chinon. 
En 1912, il épouse Jeanne Coureault.
En 1915, il est muté à Nevers en 1915 où il s'inscrit à l'école municipale des beaux-arts. Il y prend ses premières leçons de peinture. Il fait la connaissance du peintre et graveur Fernand Chalandre (1879-1924) lequel l'initie à la gravure sur bois. 
En 1920,  il devient rédacteur de préfecture et est muté à Blois où il vivra jusqu'à sa mort.

## Collections publiques
- Blois, Conseil général de Loir-et-Cher
- Grand-Pressigny, musée de la Préhistoire du Grand-Pressigny : Affiche pour le musée préhistorique du Grand-Pressigny (Indre-et-Loire), 1928, Tours, Imprimerie Tourangelle
- Nevers, médiathèque Jean-Jaurès :
  - Affiche pour l’École de la Loire, Matinées conférences 1929-1930, La Loire et les poètes de la Loire, conférence de Raoul Toscan au château de Blois, dimanche 12 janvier 1930, 1930
  - L'Ancien presbytère et la Fontaine Saint-Genevras à Commagny, gravures sur bois
  - Le pont du Guichet et l'entrée du Canada à Moulins-Engilbert, gravure sur bois
  - Rue de la Parcheminerie à Nevers, gravure sur bois
  - Vieille porte de la rue du centre à Château-Chinon, gravure sur bois
  - La vieille tour, rue de la Paix à Château-Chinon, gravure sur bois
- Nevers, musée municipal Frédéric Blandin : La Cathédrale Saint-Cyr et le Jardin du Musée
- Tours, bibliothèque municipale, Fonds Jacques-Marie Rougé : ex-libris et livres illustrés

## Anciens élèves
- Alfred Chabloz

## Illustrations
Étienne Gaudet collabore pour les revues Jardin de la France, Blois et le Loir-et-Cher et La vie blésoise.
- Joseph Pasquet, Le Vieux Château-Chinon, sept bois gravés, ouvrage non paginé
- Hubert Fillay, La Lanterne des morts, poèmes (1913-1922), avant-propos par Jacques-Marie Rougé, bois originaux, Blois, Éditions du Jardin de la France, 1922
- Honoré de Balzac, Le curé de Tours, suite de bois gravés, Chicago, Benjamin H. Sanborn et Cie, 1926
- Ernest Renault, Contribution à l'histoire de Moulins-Engilbert, Recherches et souvenirs d'un vieux Moulinois, Nevers, Imprimerie Chassaing, 1953
- Albert Michot, La Loire et ses mariniers, préface d'André Brun, dessins d'Étienne Gaudet, La Charité-sur-Loire, Delayance, 1955

## Récompense
- 1919 : premier prix du concours d'affiches à Nevers (Société des arts du Nivernais)